# Universiteit van de Vrijstaat
De Universiteit van de Vrijstaat is een Zuid-Afrikaanse universiteit in Bloemfontein, de hoofdstad van de provincie Vrijstaat. De universiteit heeft daarnaast nog een campus in het voormalige thuisland Qwaqwa. De universiteit heeft begin 21e eeuw rond 25.000 studenten. De universiteit is een van de vijf oorspronkelijk Afrikaanstalige universiteiten. Tegenwoordig wordt onderwijs gegeven in het Afrikaans en het Engels, terwijl het gebruik van Zuid-Sotho door de universiteit wordt aangemoedigd.

## Geschiedenis
In 1904 accepteerde de voorloper, Grey College (opgericht in 1855), voor het eerst inschrijvingen voor een bacheloropleiding. In 1906 werd vervolgens het Grey University College opgericht en later dat jaar afgezonderd van Grey College.
In de jaren veertig werd de naam omgevormd naar de University College of the Orange Free State en in 1950 kreeg de universiteit de naam University of the Orange Free State (Universiteit van die Oranje Vrystaat). De laatste naamsverandering volgde in 2001 toen de universiteit de huidige naam, University of the Free State (Universiteit van die Vrystaat), kreeg.
Begin jaren 2000 werd een van de campussen van de Vista-universiteit aan de universiteit toegevoegd.

## Faculteiten
- Economie en bestuurswetenschappen
- Geesteswetenschappen
- Gezondheidswetenschappen
- Natuur- en landbouwwetenschappen
- Onderwijs
- Rechtsgeleerdheid
- Theologie

## Verbonden

### Als hoogleraar
- Dirk du Toit (1943-2009), politicus

### Als student
- Charles Swart (1894-1982), politicus
- Bram Fischer (1908-1975), advocaat en burgerrechtenactivist
- Pieter Willem Botha (1916-2006), politicus
- Willem Ouweneel (1944), bioloog, filosoof en theoloog
- Antjie Krog (1952), dichter en schrijfster
- Pedro Crous (1963), mycoloog en fytopatholoog
- Hansie Cronjé (1969-2002), cricketspeler

### Eredoctoraat
- Hendrik Pieter Nicolaas Muller (1859-1941), koopman, wereldreiziger, etnograaf, publicist, diplomaat en filantroop
- Karel Schoeman (1939), schrijver
- Oprah Winfrey (1954), talkshowhost